# هادی خانی (آغاجاری)
هادی خانی (آغاجاری)، روستایی از توابع بخش جولکی شهرستان آغاجاری در استان خوزستان ایران است.این روستا توسط سادات سید محمیدی بنیان گذاشته شد و پس از مهاجرت گسترده آنها بیشتر ساکنین فعلی سادات میرسالار و لرتبار هستند.
روستای هادیخانی از توابع شهرستان آغاجاری در کنار رودخانه بزرگ مارون قرار دارد و از جاذبه‌های گردشگری شهرستان آغاجاری در استان خوزستان به‌شمار می‌رود.مردم این منطقه سادات میرسالار و لرهای آقاجری هستند که زبان لری دارند.

## جمعیت
این روستا در دهستان آب باران قرار دارد و براساس سرشماری مرکز آمار ایران در سال ۱۳۹۰، جمعیت آن ۳۷۱ نفر (۸۴ خانوار) بوده‌است.